# Славицкий, Клемент
Клемент Славицкий (чеш. Klement Slavický ; 22 сентября 1910, Товачов, Австро-Венгрия —4 сентября 1999, Прага) — чешский композитор.

## Биография
Родился в музыкальной семье. Отец — хормейстер, органист и виолончелист, ученик Леоша Яначека. Его прекрасная коллекция музыкальных инструментов перешла к его сыну и внуку.
В 1927—1932 годах обучался в Пражской консерватории в классе композиции под руководством Карела Болеслава Йирака и позже — Йозефа Сука.
С 1936 до начала Второй мировой войны работал на Чехословацком радио в Праге музыкальным продюсером. Будучи офицером запаса чехословацкой армии, принимал активное участие в движении сопротивления. Был членом подпольной группы. После окончания войны продолжал работать на радио.
в 1951 году за отказ вступать в компартию был исключен из Союза композиторов. При Дубчеке получил ряд государственных наград, в начале 1989 года власти выдвинули его на присуждение звания Народного артиста Чехословакии, однако он в знак протеста против жестокого подавления демонстрации на Вацлавской площади в 1988 году отказался от него.
Воспитал ряд известных композиторов и музыкантов, среди них — Франтишек Хаун.

## Творчество
Произведения К. Славицкого входят в наиболее ценное наследие чешской музыки второй половины XX века.
Творил под вдохновением моравской народной музыки и произведений Леоша Яначека. Автор симфоний, симфониетт, органной и оркестровой музыки, песен и др.

## Избранные музыкальные произведения
- Zamyšlení nad životem
- I. symfonieta
- I. smyčcový kvartet
- Šohajé a Madrigaly
- Lidice
- Eseje a etudy
- Moravské taneční fantazie
- Rapsodické variace
- Suita pro klavír
- Píseň domova
- Furiant
- Partita pro sólové housle
- Rapsodie pro sólovou violu
- Intermezzi mattutini
- Fresky a Invokace
- Suita
- Trialog
- Musica monologica
- Tři studie
- Capriccia a musica
- Pax hominibus in universo orbi
- Psalmi
- Cesta ke světlu
- Sonáta přátelství

## Награды
- Золотая медаль ООН за 4-ю симфониетту «Pax hominibus in universo orbi» (1985).

## Память
- Имя композитора присвоено астероиду - (11325) Славицкий.